# Station Clermont-La Pardieu
Station Clermont-La Pardieu is een spoorwegstation in de Franse gemeente Clermont-Ferrand.